# Lovćenac
Lovćenac (cyr. Ловћенац) – wieś w Serbii, w Wojwodinie, w okręgu północnobackim, w gminie Mali Iđoš. W 2011 roku liczyła 3161 mieszkańców.